# XXXVI Esposizione internazionale d'arte di Venezia
La 36ª Biennale Internazionale d'Arte di Venezia ebbe luogo dall'11 giugno al 1º ottobre 1972.

## Artisti partecipanti
- Omar Carreño
- Rosalda Gilardi
- Beverly Pepper
- Carlo Ramous
- Gino De Dominicis